# 箱崎 (福岡市)
箱崎（）は、福岡県福岡市東区の町名。現行の行政地名は箱崎一丁目から七丁目まで。面積は209.13ヘクタール。2022年（令和4年）11月末現在の人口は19,495人。郵便番号は812-0053。

## 概要
古い町並みが残っており、筑前国一の宮で旧官幣大社の筥崎宮（）などの神社や史跡が多く存在する。また、後述のとおり、九州大学の本部が存在していた。
付近の筥松・松島地区を含め古くから葉物野菜の栽培が盛んに行われていた。市街化により農地は大幅に減少したが、ハウス栽培や水耕栽培により小松菜や青ネギ等が年間を通じて生産されている。

### 九州大学跡地
北部に九州大学が長らく本部キャンパスを置いていたことから多くの学生が暮らしていたが、福岡市西部郊外に2005年に開設した伊都地区への移転が2018年に完了した。
跡地は都市基盤整備が行われている が、新型コロナウイルス感染症の影響で土地利用事業者の募集が遅れており、跡地利用の詳細は決まっていない。

## 地理
箱崎は、福岡市東区の南部に位置し、北で多々良川を介して名島と、東で筥松と、南で馬出及び東浜と、西で箱崎ふ頭及び貝塚団地と隣接する。また、南東部では、箱崎船だまりを介して博多湾につながる。

### 河川
箱崎の北には次の河川が横断している。
- 多々良川（二級河川）

## 語源
古くこの地は葦津浦（）や白良浜（）と呼ばれていた。箱崎という地名は、応神天皇誕生（201年とされる）の際に胞衣を箱に収めて埋めたことにちなむと伝えられる。

## 歴史
923年（延長元年）に八幡神を祀る大分宮がこの地に遷座。日宋貿易では一拠点となり唐房（大唐街）が形成される。文永の役（1274年）では蒙古軍が上陸し筥崎宮は炎上。九州征伐の際に豊臣秀吉はこの地に本陣を構え、また秀吉主催の野点「箱崎茶会」では千利休が茶を点てた。町村制施行により1889年に糟屋郡箱崎町が成立。1911年には九州帝国大学が創立。1940年に箱崎町は福岡市に編入される。

### 町域の変遷
| 住居表示実施後           | 実施年月日         | 住居表示実施前 |
| ------------------------ | ------------------ | -------------- |
| 箱崎一丁目から箱崎七丁目 | 1975年（昭和50年） | 大字箱崎の一部 |

## 人口
を合わせた人口の推移を福岡市の住民基本台帳（公称町別） に基づき示す（単位：人）。集計時点は各年9月末現在である。
- 2001年（平成13年）：15,740
- 2002年（平成14年）：15,800
- 2003年（平成15年）：15,600
- 2004年（平成16年）：15,492
- 2005年（平成17年）：15,525
- 2006年（平成18年）：15,742
- 2007年（平成19年）：16,295
- 2008年（平成20年）：16,891
- 2009年（平成21年）：17,150
- 2010年（平成22年）：17,251
- 2011年（平成23年）：17,624
- 2012年（平成24年）：17,861
- 2013年（平成25年）：17,903
- 2014年（平成26年）：17,851
- 2015年（平成27年）：17,902
- 2016年（平成28年）：18,068
- 2017年（平成29年）：18,511
- 2018年（平成30年）：18,694
- 2019年（令和元年）：19,194
- 2020年（令和2年）：19,446
- 2021年（令和3年）：19,558
- 2022年（令和4年）：19,539

## 交通

### 鉄道
- 九州旅客鉄道（JR九州）
  - 鹿児島本線：箱崎駅
- 福岡市交通局（福岡市地下鉄）
  - 箱崎線：箱崎宮前駅 - 箱崎九大前駅 - 貝塚駅
- 西日本鉄道（西鉄）
  - 貝塚線：貝塚駅

なお、貨物輸送のための鉄道としては、日本貨物鉄道株式会社が運営する鹿児島本線貨物支線（博多臨港線）の貨物駅（終着駅）である福岡貨物ターミナル駅が町域（箱崎四丁目）及び隣接町域（箱崎ふ頭二丁目）に跨っている。

### 道路
主な幹線道路は次の通り。
都市高速道路
- 箱崎出入口 - 福岡高速1号線

国道
- 国道3号

県道
- 福岡県道21号福岡直方線
- 福岡県道68号福岡太宰府線（起点）
- 福岡県道550号浜新建堅粕線

## 施設
公共・公益施設

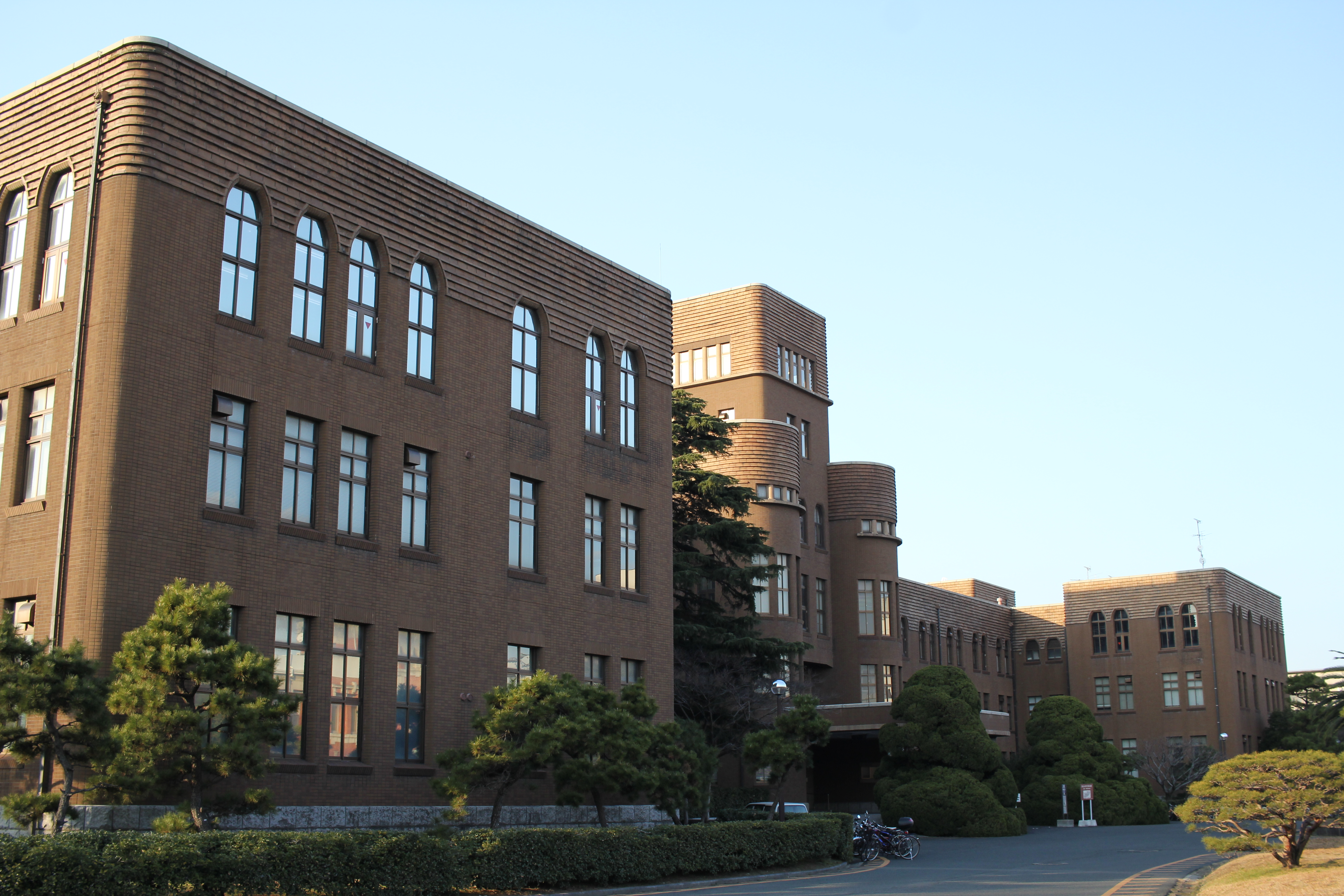
九州大学箱崎キャンパス
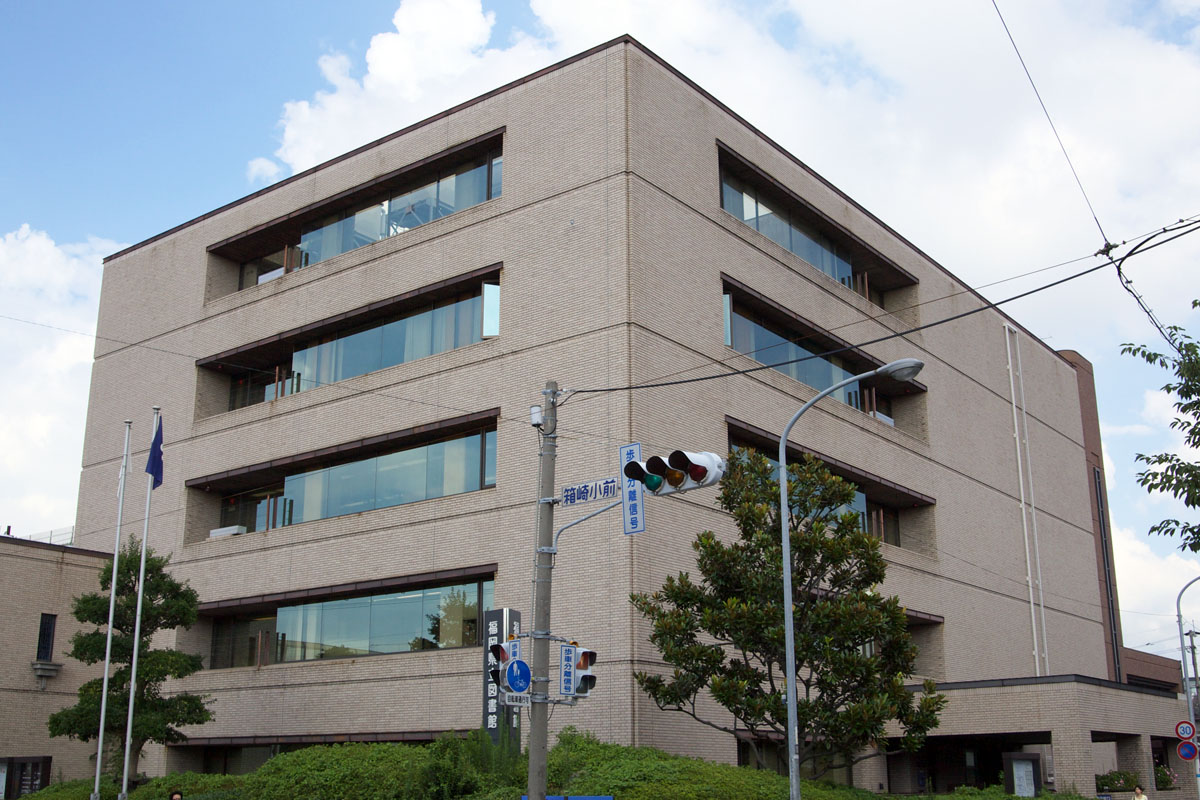
福岡県立図書館
- 福岡市東区役所
- 福岡県東警察署
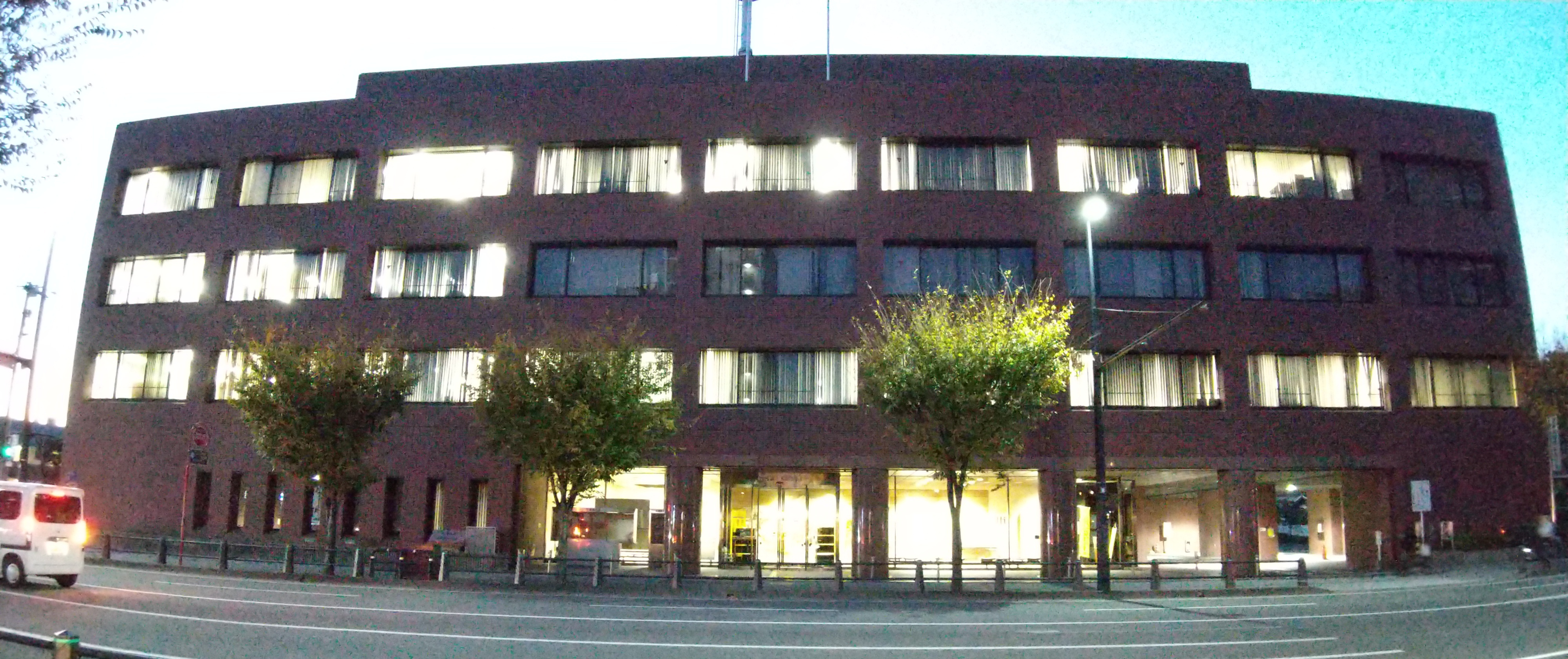
福岡県粕屋総合庁舎

教育施設
- 九州大学箱崎地区（移転済）
- 福岡市立箱崎中学校
- 福岡市立箱崎清松中学校
- 福岡市立箱崎小学校
- 福岡市立東箱崎小学校

その他
- 九州大学箱崎キャンパス
- 福岡県立図書館
- 福岡県粕屋総合庁舎

### 商業
- ボックスタウン箱崎
- 箱崎商店街
- はんのひでしま

### 史跡・公園
- 筥崎宮
- 貝塚交通公園

## 著名な出身者
- 葦津珍彦